# 야마와키 가오루
야마와키 가오루(일본어: 山脇 樺織, 2000년 12월 17일~)는 일본의 축구 선수이다.

## 구단 경력
그는 2023년 J3리그의 기라반츠 기타큐슈에 입단했다.